# Grauzone (album)
Pour le groupe éponyme, voir Grauzone.
Albums de Grauzone
Die Surprise Tapes
(1998)
Grauzone est l'unique album studio du groupe Grauzone, paru en 1981. La majorité des titres sont réédités sur Die Sunrise Tapes, compilation du groupe sortie en 1998.

## Liste des titres
| No  | Titre                    | Auteur, compositeur                                             | Durée |
| --- | ------------------------ | --------------------------------------------------------------- | ----- |
| 1.  | Film 2                   | Martin Eicher, Stephan Eicher                                   | 3:35  |
| 2.  | Schlachtet!              | Martin Eicher, Stephan Eicher, Marco Repetto, Christian Trüssel | 3:20  |
| 3.  | Hinter Den Bergen        | Martin Eicher, Stephan Eicher, Angela Schleitzer                | 2:27  |
| 4.  | Maikäfer Flieg           | Martin Eicher, Stephan Eicher, Marco Repetto, Trad.             | 4:00  |
| 5.  | Marmelade Und Himbeereis | Martin Eicher, Stephan Eicher, Marco Repetto                    | 3:18  |
| 6.  | Wütendes Glas            | Martin Eicher, Stephan Eicher, Marco Repetto                    | 3:21  |
| 7.  | Kälte Kriecht            | Martin Eicher, Stephan Eicher, Marco Repetto                    | 3:19  |
| 8.  | Kunstgewerbe             | Martin Eicher, Stephan Eicher                                   | 1:05  |
| 9.  | Der Weg Zu Zweit         | Martin Eicher, Stephan Eicher                                   | 3:23  |
| 10. | In Der Nacht             | Martin Eicher, Stephan Eicher                                   | 4:53  |

## Classement
| Classement (1981)            | Meilleure position |
| ---------------------------- | ------------------ |
| Allemagne (Media Control AG) | 37                 |

## Autour de l'album
Le disque est enregistré et mixé du 6 au 12 juillet et du 1er au 6 août 1981 aux Sunrise Studios, à Kirchberg (Suisse).